# Crispiphantes biseulsanensis
Crispiphantes biseulsanensis är en spindelart som först beskrevs av Paik 1985.  Crispiphantes biseulsanensis ingår i släktet Crispiphantes och familjen täckvävarspindlar. Inga underarter finns listade i Catalogue of Life.